# 吉田悦子
吉田悦花（よしだ えつか、2月26日 - ）は、日本の作家、随筆家。吉田悦花、俳人。社会教育家、江戸ソバリエ。俳句「吉田悦花のわん句にゃん句」、蕎麦屋de819主宰。
東京都千代田区のNPO法人神田雑学大学理事長(2010〜2020)・博士、現在、最高顧問。
一般社団法人きらめき日本理事長(〜2020)、現在、理事。観音山フルーツアンバサダー。
会社役員。

## 経歴
千葉県出身。出版社勤務中から文筆家としても活動を始め、月刊誌などにルポルタージュやインタビューやエッセイの連載を持つ。
ビジネス人間学の月刊「致知」編集部唯一の女性編集記者、音楽百科事典編集者などを経て独立、1994年、都内に「吉田オフィス」を開設。
単行本・新聞・雑誌の取材記事・エッセイ・コラムの執筆はもちろん、大学での特別講義、公開講座やセミナーや専門学校などの講師、シンポジウム等のイベントのコーディネーターなど、多方面で活動。
平成15年、「江戸ソバリエ」認定講座記念シンポジウム「江戸の蕎麦」コーディネーターを務める。
月刊「酒めん肴」の連載「私の蕎麦日記」、「蕎麦春秋」などにエッセイ執筆のほか、俳句、食(そば)、日本犬(秋田犬・柴犬・甲斐犬・北海道犬・紀州犬・四国犬)など、和の文化を伝えるエッセイ、インタビュー、テレビ・ラジオ出演、セミナー講演など多数。
同好の士とともに各地のそば屋を訪ね歩く「江戸蕎麦散歩」、毎月そば屋で句会を催す「蕎麦屋de819」主宰。
江戸ソバリエ霞の会、江戸ソバリエ倶楽部、日本酒推進会議、各会員。
2008年、NPO法人神田雑学大学より博士号を授与され、第430回講座学位授与記念講演を行った。2010年、NPO法人神田雑学大学理事長に就任。
2024年、第1回目黒川桜まつり俳句大会　審査委員長。
◉これまでの所属団体、役職
千葉県ドイツ協会理事。
月刊俳句誌「炎環」編集長(2003～2012)。
現代俳句協会会員。
日本ジャーナリスト会議(JCJ)運営委員。
平和に生きる権利の確立をめざす懇談会事務局長(代表・榎本信行弁護士、故人)。
NPOひとと動物のかかわり研究会会員(理事長・養老孟司)。
東京都目黒区倫理法人会第11代会長(2017〜2020)、城西地区副地区長も兼務、現在、相談役。

## 主な作品

### 著作
- 1997年：「日本犬　血統を守るたたかい」新人物往来社(中野孝次・山田智彦両氏推薦文)のちに文庫
- 1999年：「全国ペット霊園ガイド」
- 2000年：「犬ときらめく女たち」新人物往来社(大島清氏推薦文)
- 2002年：「備えあれば…の老犬生活」ネコ・パブリッシング　のちに文庫
- 2003年：「日本犬　血統を守るたたかい」小学館文庫(増井光子氏推薦文)
- 2004年：「老犬との幸せなつきあい方」新星出版社
- 2004年：「江戸ソバリエ」マキノ出版　編著(林望推薦)
- 2006年：「ビジュアル版　わん句歳時記」
- 2007年：「イヌ好きが気になる50の疑問」ソフトバンククリエイティブ　5刷。電子書籍、中国版・韓国版も刊行
- 2007年：「うちの犬がぼけた。備えあればの老犬生活」幻冬舎文庫
- 2008年：「世界の犬「101」がよくわかる本」PHP文庫

## テレビ・ラジオ出演
- ラジオ日本「黒川泰子のエレガントナイト」(2024年9月2日、9日)にゲスト出演。即吟、「22歳の別れ」「誰もいない海」という昭和歌謡の名曲2曲、黒川泰子氏とコラボで生歌唱を披露。
- NHK教育「美の壺　日本の犬」(2010年4月23日(金)午後10:00-10:24)に出演。

「日本犬って、あまり感情、喜怒哀楽があらわでないので飼い主さんは、シッポから感じとってる。言葉を話さない、犬。古来、尾で人と対話してきました」
- NHKラジオ第一の生放送番組「ラジオ井戸端会議」(2009年10月13日（火）16:05-16:50)に生出演。「蕎麦」をテーマに、さまざまなこだわりを紹介。

- 「J-WAVE 25」(J-WAVE・2009年6月7日深夜25:00～26:00放送)

ナビゲーターの野村友里と桑原茂一と松たかこが蕎麦屋で対談。吉田悦花は江戸ソバリエとして、そばの魅力を紹介。
- 情報番組「おとな館」（CS放送日テレG＋・2008年放送）

特集「粋に新そば」にゲスト出演　江戸そばの三大系統のオススメの老舗レポート、吉田流そばの楽しみ方などをコメント
- 「ペット相談」（NHK-BS2・2007年放送）ゲスト出演

- 「ペットフリーク大集合」（[エフエム世田谷]・2007年までに３回）ゲスト出演

- 「吉田照美のやる気MANMAN」（文化放送・1997年放送） 著者紹介にゲスト出演

- 土曜特集「あなたもうたが詠める！俳句　川柳　短歌」（NHK放送・1998年放送）